# Ásgeir Gunnar Ásgeirsson
Ásgeir Gunnar Ásgeirsson (3 giugno 1983) è un ex calciatore islandese, di ruolo centrocampista.

## Carriera

### Club
Dopo tre anni allo Stjarnan, dal 2002 al 2011 ha militato nell'FH. Con i bianconeri ha conquistato: 5 campionati islandesi, 5 supercoppe d'Islanda, 2 coppe islandesi e 5 Coppe di Lega islandese. Tra le società islandesi ci sono anche state due parentesi australiane e una statunitense (durante il periodo universitario).

### Nazionale
Ha totalizzato 3 presenze nella nazionale islandese.

## Palmarès

### Competizioni nazionali
- Coppa di Lega islandese: 5

FH Hafnarfjörður: 2002, 2004, 2006, 2007, 2009
- Campionato islandese: 5

FH Hafnarfjörður: 2004, 2005, 2006, 2008, 2009
- Supercoppa d'Islanda: 5

FH Hafnarfjörður: 2005, 2007, 2009, 2010, 2011
- Coppa d'Islanda: 2

FH Hafnarfjörður: 2007, 2010